# 280 př. n. l.

## Události
- Keltové vpadli ve třech proudech do Thrákie (Kerethrios), Makedonie (Brennos) a Řecka (Bolgios)

## Hlavy států
- Seleukovská říše – Antiochos I. Sótér (281 – 261 př. n. l.)
- Egypt – Ptolemaios II. Filadelfos (285 – 246 př. n. l.)
- Bosporská říše – Pairisades II. (284 – 245 př. n. l.)
- Pontus – Mithridates I. (302 – 266 př. n. l.)
- Kappadokie – Ariamnes (280 – 230 př. n. l.)
- Bithýnie – Zipoetes I. (326 – 278 př. n. l.)
- Sparta – Areus I. (309 – 265 př. n. l.) a Archidámos IV. (305 – 275 př. n. l.)
- Athény – Gorgias (281 – 280 př. n. l.) » Sosistratus (280 – 279 př. n. l.)
- Makedonie – Ptolemaios Keraunos (281 – 279 př. n. l.)
- Epirus – Pyrrhos (297 – 272 př. n. l.)
- Odryská Thrácie – Cotys II. (300 – 280 př. n. l.)
- Římská republika – konzulové Publius Valerius Laevinus a Tiberius Coruncanius (280 př. n. l.)
- Syrakusy – Hicetas (289 – 280 př. n. l.) » Toinon (280 př. n. l.) » Sosistratus (280 – 277 př. n. l.)
- Numidie – Zelalsen (343 – 274 př. n. l.)